# 道路交通に関する条約 (1968年)
道路交通に関する条約（どうろこうつうにかんするじょうやく）（一般にウィーン交通条約として知られる）は、条約締結国の間で国際的な交通を容易にし、また統一的な交通ルールを設定して安全性を高めるために締結された。この条約は国際連合経済社会理事会の交通に関する会議（1968年10月7日 - 11月8日）で合意に達し、1968年11月8日にウィーンで締結された。
条約の第48条により、従来の道路交通条約、特に1949年の道路交通に関する条約（通称ジュネーヴ交通条約）に取って代わる条約となる。
この条約は86カ国が批准しているが、日本をはじめとして1949年の条約（ジュネーヴ交通条約）を批准した国でも、この条約を批准していない国も多い。
この会議では同時に道路標識及び信号に関するウィーン条約も締結された。